# Lulu (álbum)
Lulu es un álbum conceptual grabado por el músico de rock Lou Reed y la banda de heavy metal Metallica, siendo su vigesimoprimero y décimo álbum de estudio respectivamente. Salió a la venta el 31 de octubre de 2011 a través de Vertigo a nivel mundial y un día más tarde en los Estados Unidos con el sello Warner Bros. Records. Su grabación tuvo lugar en San Rafael (California) entre abril y junio de 2011, después de que el músico y la banda actuaran en el 25º aniversario del Salón de la Fama del Rock. El primer sencillo, titulado «The View», salió a la venta el 27 de septiembre de 2011.
Está inspirado en la ópera Lulú, basada a su vez en los escritos del dramaturgo alemán Frank Wedekind. En gran parte, el disco se complementa de la palabra hablada de Reed sobre temas instrumentales compuestos por Metallica con algunos coros ocasionales del vocalista James Hetfield. Tras su lanzamiento, recibió sobre todo reseñas negativas por parte de los críticos de música. Asimismo, se trata del último trabajo de estudio de Reed antes de su fallecimiento en 2013.

## Trasfondo
El origen de la colaboración entre Lou Reed y Metallica tuvo lugar en octubre de 2009, tras participar en el concierto por el vigésimo quinto aniversario del Salón de la Fama del Rock. Después de la actuación, ambas partes empezaron a «barajar la idea de grabar algo juntos», pero no comenzaron a trabajar en él hasta dos años más tarde. En febrero de 2011, el guitarrista Kirk Hammett anunció que en abril el cuarteto se esforzaría en «algo que no era un disco de Metallica al 100%», sino que sería «un proyecto de grabación, por llamarlo de alguna manera». La grabación del álbum terminó en junio y por esas fechas se reveló que se trataba de un trabajo en conjunto con Reed.
Originalmente, la colaboración estaba destinada a ser una grabación de Metallica de varias canciones inéditas que Reed había escrito en los últimos años. Entre las maquetas del músico se encontraban una colección de temas influenciados por una ópera titulada Lulu, compuesta por dos obras del dramaturgo alemán Frank Wedekind. El neoyorquino compartió las maquetas con los miembros de Metallica para que le ayudaran a «darles otra vuelta»; además el grupo realizó «arreglos significativos» en el material. La grabación fue problemática en algunas situaciones y el propio Reed retó al batería Lars Ulrich a salir a la calle a pelearse, algo que según el percusionista «era bastante desalentador, porque él es un experto en las artes marciales, y nunca está demasiado lejos de una espada». David Fricke de Rolling Stone pudo escuchar dos de los temas en junio («Pumping Blood» y «Mistress Dread») y describió su sonido como «una furiosa unión entre el clásico noir Berlin de Reed y el triturador Master of Puppets de Metallica». Antes de su lanzamiento oficial, todas las pistas del álbum fueron estrenadas para su escucha en el sitio web oficial de Lou Reed y Metallica.

## Temática

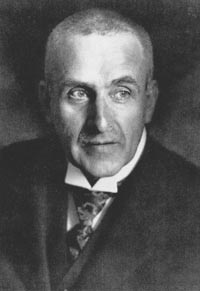
Reed tuvo como inspiración el trabajo de Frank Wedekind, en la imagen.

El álbum está inspirado en la obra de teatro de 1937 Lulu, compuesta por Alban Berg y basada a su vez en las tragedias de Frank Wedekind Erdgeist (1895) y Die Büchse der Pandora (1904). La ópera, consistente en un prólogo y tres actos, trata sobre la vida de Lulu, una bailarina abusada sexualmente, sus relaciones y su llegada al éxito y al fracaso. Desde su publicación, las citadas obras de Wedekind han servido como inspiración para la película muda Die Büchse der Pandora (1929), la citada ópera de Berg y varias expresiones creativas. Lou Reed se interesó por los escritos de Wedekind y compuso la música para una obra de teatro dirigida por Robert Wilson, con el que había trabajado en el pasado. Según el propio músico, la trama está centrada especialmente en Erdgeist, no en Die Büchse der Pandora, por lo que abarca las relaciones de Lulu hasta que esta conoce al personaje de Jack el Destripador. Antes del lanzamiento del álbum, la ópera de Wilson interpretada por la compañía Berliner Ensemble fue estrenada en abril, en Berlín.

## Sencillo
En septiembre de 2011 se estrenó una versión de treinta segundos del tema «The View» y poco después, ese mismo mes, vio la luz el tema completo para su escucha en línea. Sin embargo, la respuesta de los aficionados fue negativa y según el periódico The New Zealand Herald, la canción recibió dos veces más votos negativos que positivos en Youtube. Stuart Berman de Pitchfork declaró que «los treinta segundos de adelanto de “The View” confirman las peores sospechas sobre el proyecto —los poemas cascarrabias de Reed son totalmente incompatibles con los inquietos riffs de Metallica—». No todas las reacciones fueron desfavorables: Rolling Stone le dio cuatro estrellas de cinco posibles; Artist Direct, por su parte, le otorgó cuatro estrellas y media de cinco y One Thirty BPM calificó la pista de manera positiva. Su vídeo musical lo dirigió Darren Aronofsky, con Matthew Libatique como cinematógrafo y producido por la compañía Protozoa Pictures, propiedad de Aronofsky y Scott Franklin. Originalmente, el director iba a rodar un vídeo para el tema «Iced Honey», pero «cuando todos se reunieron era obvio que “The View” era la opción adecuada». El cineasta alabó la canción: «Nunca había oído nada igual. Una mitad era Lou y la otra Metallica. Era un matrimonio que en la superficie no tenía sentido, pero la fusión cambió mi forma de pensar acerca de ambos artistas y se transformó en algo totalmente fresco y nuevo. Era muy original y es por eso que quería trabajar en el vídeo».

## Diseño artístico
La portada del álbum, diseñada por David Turner y Turner Duckworth, fotografiada por Stan Musilek y estrenada el 1 de septiembre de 2011, muestra un maniquí femenino sin extremidades sobre un fondo blanco y con el título del álbum escrito en rojo. Varios pósteres con la imagen de portada iban a ser colgados en el metro de Londres, pero fueron retirados porque las letras se parecían demasiado a un grafiti. El libreto del disco contiene las letras de las canciones y muestra varias imágenes del maniquí de la portada y manchas de sangre. La contraportada es una fotografía en blanco y negro tomada por Anton Corbijn que muestra a los cinco músicos —Reed, Ulrich, Hetfield, Hammett y Trujillo— sentados en una mesa. Corbijn ya había colaborado como fotógrafo en otros trabajos de Metallica como Death Magnetic, St. Anger o ReLoad.

## Lanzamiento
Lulu salió a la venta mundialmente el 31 de octubre de 2011 a través de la discográfica Vertigo y un día más tarde en los Estados Unidos con el sello Warner Bros. Records en formato doble CD y doble LP, junto a versiones limitadas que incluían un póster y un libro de veinticuatro páginas. El posicionamiento en las listas del álbum fue inferior a los anteriores trabajos de Metallica y superior a los últimos álbumes de Reed. En el Billboard 200 el disco debutó en el puesto treinta y seis, el peor en la carrera del grupo desde Ride the Lightning de 1984 y el mejor en la trayectoria de Reed desde la décima posición alcanzada por Sally Can't Dance en 1974. En el UK Albums Chart, Lulu alcanzó la misma posición, aunque en el resto de Europa tuvo una mejor recepción y alcanzó el top 10 en países como Alemania, Italia, Polonia, Portugal o Suecia.

## Recepción

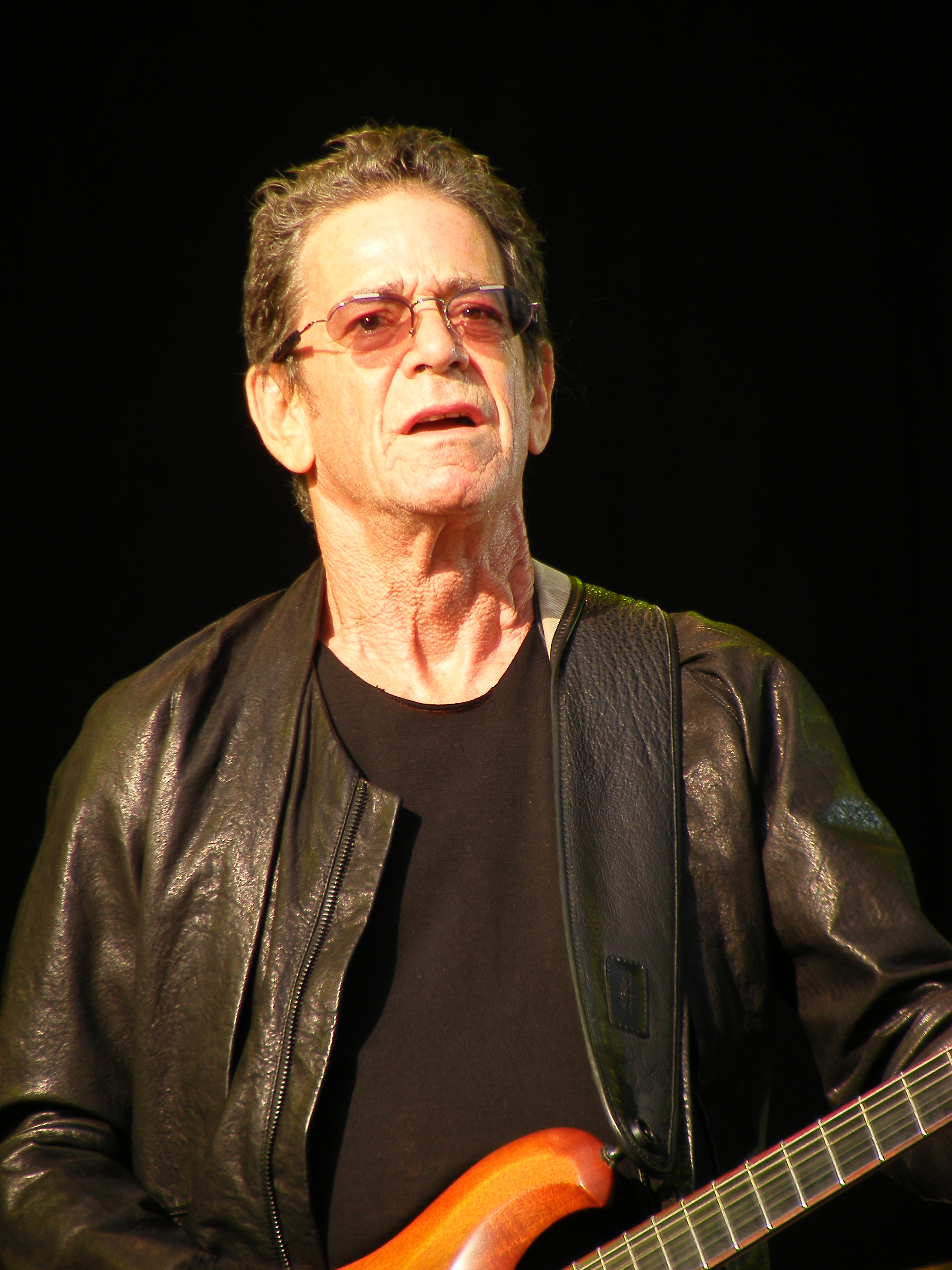
Reed, en la imagen actuando en 2011, aseguró recibir amenazas por parte de aficionados de Metallica descontentos.

Tras su lanzamiento, el álbum tuvo una recepción polarizada por parte de los críticos de música, aunque predominaron las reseñas negativas. En Metacritic, que asigna una puntuación sobre cien según el promedio de reseñas de críticos especializados, el álbum recibió una media de cuarenta y cinco basada en treinta y un reseñas. El crítico de Pitchfork Media Stuart Berma le otorgó una puntuación de uno sobre diez y escribió: «Para todas las alegrías que podrían producirse aquí, Lulu es un frustrante noble fracaso. Audaz hasta el extremo, pero exhaustivamente tedioso y con pocas ideas interesantes». En su reseña para el sitio web Grantland, el ensayista Chuck Klosterman comentó: «Si los Red Hot Chili Peppers versionaran las peores doce canciones de Primus para Starbucks todavía sería (un poco) mejor que esto» y añadió que «no está realmente diseñado para la gente a la que le gusta la música. Suena como lo que es: Un anciano misántropo recitando aforismos paradójicos». Julian Marszalek de The Quietus señaló: «El efecto que produce el álbum es Lou Reed despotricando sobre algunas maquetas de Metallica que no estaban destinadas para el consumo humano». Marszalek resumió su crítica con la sugerencia de que el tiempo gastado en escuchar Lulu se podría invertir en ver crecer la hierba o «tal vez masturbarse en un calcetín». Por otra parte, el crítico Don Kaye, que anteriormente había defendido el criticado álbum de Metallica St. Anger, escribió en la página Blabbermouth: «Lulu es un fracaso catastrófico en todos los niveles, un proyecto que muy posiblemente haga un daño irreparable a la carrera de Metallica». Jordi Bianciotto de la revista Rockdelux remarcó que «falla la síntesis entre ambas identidades. Cada una camina por su cuenta. Lou Reed, sobreactuando, y Metallica, simulando profundidad». Kyle Anderson, crítico de Entertainment Weekly, destacó que «la buena noticia es que no es tan alienante como Metal Machine Music» aunque remarcó que «la mayor parte de Lulu suena como un amigo borracho de tu padre recitando un escrito erótico sobre una casete de ReLoad». Por su parte, Robert Pasbani, del sitio web Metal Injection, fue aún más pesimista; puntuó al disco con un cero y fue contundente con su reseña: «Es una mierda».
David Quantick de Uncut, sin embargo, le dio una crítica positiva y destacó el tema «Junior Dad», que calificó como «impresionante» y «sorprendente», «un final perfecto para la más extraordinaria, apasionada y brillante grabación que sus participantes han realizado en mucho tiempo». Ignacio Julia del diario El País comentó que «Lulu se erige como atronadora ópera rock contemporánea: excesiva y carnal, densa y atrevida, apabullante y reflexiva». El crítico de NME Jeremy Allen, que puntuó a Lulu con una nota de siete sobre diez, lo alabó como «un triunfo sorprendente» y añadió que la muestra de «amplitud y ambición es digna de aplauso. Metallica ha actuado más allá de lo que muchos pensaban que era capaz e improvisa libremente como prostituta musical de Reed, mientras que para él esto supone su trabajo más extravagante desde Metal Machine Music». Por su parte, Mick Wall de Metal Hammer señaló que «la unión de estos dos gigantes de la música ha demostrado ser una combinación demoledora». Mike Powell de Spin escribió que «el resultado es una preciosidad, hilarante, misterioso y después de 90 minutos, agotador». La reacción del biógrafo de Metallica, Joel McIver, fue variada, ya que según él, la banda y Lou Reed habían creado una banda sonora de «vanguardia teatral» que «no es fácil de escuchar» y «recomendable para los acérrimos del músico». McIver añadió que los aficionados de Metallica ignorarán Lulu y escucharán Master of Puppets.
A diferencia de la mayoría de las reseñas, The Wire, una revista británica especializada en la música avant garde, consideró al álbum como el noveno mejor del año 2011. De hecho, la redactora Jennifer Lucy Allan comentó lo siguiente sobre las malas críticas que había recibido: «Probablemente Lou Reed se esté riendo a carcajadas de todo eso en este mismo momento».

### Respuesta a las críticas
Lou Reed declaró que algunos aficionados de Metallica amenazaron con dispararle por su colaboración en Lulu. Ante las malas reseñas el músico comentó: «Yo no tengo fanes. Después de Metal Machine Music todos huyeron. ¿A quién le importa? Estoy en esto básicamente por diversión». Además añadió que el álbum es para «gente alfabetizada». Lars Ulrich declaró que no estaba sorprendido por la mala recepción, debido en parte a que «en 1984, cuando los acérrimos de Metallica escucharon las guitarras acústicas de "Fade to Black", se produjo una "fusión nuclear" entre la comunidad del heavy metal» y destacó que la poesía de Reed «no es para todo el mundo». James Hetfield expresó que la banda necesitaba «desplegar las alas» y probar algo nuevo, y añadió que las críticas provenían de gente que escribía desde los sótanos de las casas de sus madres en donde todavía viven. Por su parte, Kirk Hammett dijo que Lulu era una de las mejores cosas que había hecho y que no pudo evitar reprimir las lágrimas al escuchar «Junior Dad».

## Lista de canciones
Toda la música compuesta por Lou Red y Metallica. Todas las letras escritas por Lou Reed.

| Disco 1 |                    |          |  |
| N.º     | Título             | Duración |  |
| 1.      | «Brandenburg Gate» | 4:21     |  |
| 2.      | «The View»         | 5:20     |  |
| 3.      | «Pumping Blood»    | 7:24     |  |
| 4.      | «Mistress Dread»   | 6:51     |  |
| 5.      | «Iced Honey»       | 4:36     |  |
| 6.      | «Cheat on Me»      | 11:26    |  |

| Disco 2 |               |          |  |
| N.º     | Título        | Duración |  |
| 7.      | «Frustration» | 8:34     |  |
| 8.      | «Little Dog»  | 8:01     |  |
| 9.      | «Dragon»      | 11:08    |  |
| 10.     | «Junior Dad»  | 19:29    |  |
| 87:20   |               |          |  |

Fuente: Página oficial de Lou Reed & Metallica.

## Créditos
| - Lou Reed - guitarra, voz y continuum - James Hetfield - guitarra rítmica, voz; guitarra líder en «Junior Dad» - Lars Ulrich - batería - Rob Trujillo - bajo - Kirk Hammett - guitarra líder Músicos adicionales - Sarth Calhoun - electrónica - Jenny Scheinman – violín, viola, secciones de cuerda - Gabe Witcher y Megan Gould - violín - Ron Lawrence - viola - Marika Hughes - violonchelo - Ulrich Maiss - violonchelo en «Little Dog» y «Frustration» - Rob Wasserman - contrabajo eléctrico en «Junior Dad» - Jessica Troy - viola en «Junior Dad» | Producción - Greg Fidelman - producción, mezcla y ingeniería - Hal Willner, Lou Reed y Metallica - producción - Stan Musilek - portada y fotografía - Anton Corbijn - fotografía - David Turner y Turner Duckworth - diseño artístico - Vlado Meller - masterización - Jim Monti, Dan Monti, Kent Matcke, Sara Lyn Killion y Mike Gillies - ingeniería |

Fuentes: Página oficial de Lou Reed & Metallica y Allmusic

## Posición en las listas
| País            | Lista                 | Mejor posición | Ref.   |
| --------------- | --------------------- | -------------- | ------ |
| Alemania        | German Albums Chart   | 6              | [ 41 ] |
| Australia       | ARIA Albums Chart     | 33             | [ 67 ] |
| Austria         | Ö3 Austria Top 40     | 11             | [ 68 ] |
| Bélgica         | Ultratop (Vl)         | 17             | [ 69 ] |
| Bélgica         | Ultratop (Wa)         | 14             | [ 70 ] |
| Canadá          | Canadian Albums Chart | 26             | [ 71 ] |
| Croacia         | HDU Toplista          | 29             | [ 72 ] |
| Dinamarca       | Album Top-40          | 13             | [ 73 ] |
| Escocia         | Scottish Albums Chart | 32             | [ 74 ] |
| España          | Top 100 Álbumes       | 12             | [ 75 ] |
| Estados Unidos  | Billboard 200         | 36             | [ 37 ] |
| Finlandia       | Mitä hittiä           | 16             | [ 76 ] |
| Francia         | French Albums Chart   | 23             | [ 77 ] |
| Grecia          | Top-75 Albums Chart   | 2              | [ 78 ] |
| Irlanda         | Irish Albums Chart    | 36             | [ 79 ] |
| Italia          | Top 100 Artisti       | 9              | [ 42 ] |
| Japón           | Oricon Album Chart    | 14             | [ 80 ] |
| México          | Top 100 México        | 33             | [ 81 ] |
| Noruega         | VG -lista             | 11             | [ 82 ] |
| Nueva Zelanda   | Top 40 Albums         | 12             | [ 83 ] |
| Países Bajos    | Mega Album Top 100    | 17             | [ 84 ] |
| Polonia         | Olis Top 50           | 6              | [ 43 ] |
| Portugal        | Album Top 30          | 8              | [ 44 ] |
| Reino Unido     | UK Albums Chart       | 36             | [ 40 ] |
| República Checa | Top 50 Prodejní       | 4              | [ 85 ] |
| Rusia           | Russia Top 25         | 10             | [ 86 ] |
| Suecia          | Sverigetopplistan     | 9              | [ 45 ] |
| Suiza           | Top Albums 100        | 14             | [ 87 ] |